# Slovenská žena
Slovenská žena (lapcímének magyar jelentése: szlovák nő) egy szlovák nyelven megjelenő, elsődlegesen nők számára kiadott havilap volt Csehszlovákiában. Terézia Vansová alapította 1920-ban Besztercebányán. Rövid fennállása után 1923-ban megszűnt.